# Jungwon-gu
Jungwon-gu är ett av de tre stadsdistrikten (gu) i staden Seongnam i provinsen Gyeonggi, 22 km sydost om Sydkoreas huvudstad Seoul. Vid utgången av 2020 hade distriktet 218 976 invånare.

## Administrativ indelning
Distriktet är indelat i 11 stadsdelar (dong):
Dochon-dong,
Eunhaeng 1-dong,
Eunhaeng 2-dong,
Geumgwang 1-dong,
Geumgwang 2-dong,
Hadaewon-dong,
Jungang-dong,
Sangdaewon 1-dong,
Sangdaewon 2-dong,
Sangdaewon 3-dong och
Seongnam-dong.